# کوسناخت (مایلن)
 کوسناخت شهریست در بخش مایلن در ایالت زوریخ در کشور سوئیس واقع شده‌است که ۱۲٬۶۰۰ نفر جمعیت دارد.